# Subsistit in
Subsistit in ("sussiste in") è una locuzione latina che compare nella Lumen gentium,[1] la costituzione apostolica del Concilio Vaticano II sulla Chiesa cattolica. Dopo il Concilio, l'espressione “sussiste in” fu oggetto di un ampio dibattito per il mancato uso della più semplice e netta "è".
In generale, coloro che vedono pochi o nessun cambiamento nell'insegnamento della Chiesa del Vaticano II insistono sull'equivalenza tra subsistit in e l'uso del verbo "essere"; coloro che invece sottolineano una nuova spinta ecumenica nel Vaticano II insistono sul fatto che il termine fu introdotto come un compromesso dopo molte discussioni e che apporta delle novità all'insegnamento conciliare.
Il contesto è il seguente (corsivo aggiunto):
(Lumen gentium, 8)
Si tratta di un dibattito sull'integrità istituzionale della Chiesa e sulla pienezza dei suoi mezzi di salvezza.
Tuttavia, la stessa Lumen gentium (n. 14) suggerisce un'interpretazione quando sottolinea:

## Aspetti generali

### Problematica
Il significato corretto dell'espressione "sussiste in" ha importanti implicazioni per il modo in cui la Chiesa cattolica vede se stessa e le sue relazioni con le altre comunità cristiane e le altre religioni. Sono stati sollevati dubbi sul fatto che la Lumen gentium abbia alterato la frase di lunga data secondo la quale la Chiesa di Cristo è la Chiesa cattolica.
La Mystici corporis Christi afferma: 
Questa posizione fu ribadita dalla Humani generis (nn. 27-28).
La Lumen gentium riconosce che altre comunità ecclesiali cristiane presentano elementi di santificazione e di verità. E il Concilio ha usato il termine tradizionale “Chiesa” - nel senso di "Chiesa particolare" e non di "Chiesa universale" - per riferirsi alle Chiese ortodosse orientali che non sono in piena comunione col Papa:
(UR 15 § 2; cf. CIC, can. 844 § 3)
Durante il Concilio Vaticano II, la Chiesa cattolica ha usato sia la formula "sussiste in" che "è", affermando nel Decreto sulle Chiese orientali: 
(Orientalium ecclesiarum 2)

### Sviluppo
Sia prima che dopo la Riforma protestante del XVI secolo, la teologia cattolica identificava la Chiesa di Cristo con la Chiesa cattolica. Tale magistero fu confermato con l'insegnamento dei Pio XI e Pio XII. Al Concilio Vaticano II, la bozza preparatoria del Decreto sulla Chiesa conteneva questo insegnamento di lunga data, seguendo Pio XII nell'identificare il Corpo mistico di Cristo con la Chiesa cattolica.
L'ecclesiologo americano Joseph A. Komonchak narrò la discussione di questo insegnamento durante il Concilio. Secondo lui, la Commissione dottrinale del Concilio spiegò il cambiamento nella stesura finale della Lumen gentium da “è” a “sussiste in”, “affinché l'espressione si accordasse meglio con l'affermazione sugli elementi ecclesiali presenti altrove”. Komonchak sottolinea che, poiché "alcuni volevano rafforzare l'affermazione, altri indebolirla", la Commissione dottrinale del Vaticano II decise di confermare il cambiamento del verbo. Seguendo "la prima regola dell'ermeneutica conciliare", dovremmo esaminare le dichiarazioni del Vaticano II su questi "elementi ecclesiali" che si trovano al di fuori della Chiesa cattolica.
La Lumen gentium preferiva parlare di coloro che erano "pienamente incorporati" nella Chiesa ed evitava il termine "appartenenza", senza però spiegarne il motivo. Il documento menziona "diversi elementi di santificazione e di verità si trovano al di fuori della sua struttura visibile". Gli elementi menzionati come "presenti altrove" includono i doni dello Spirito Santo, gli ausili per la salvezza, una parziale professione di fede e i sacramenti.
Ciò è rafforzato nel decreto sull'ecumenismo Unitatis redintegratio, che dice: 
(UR 3)
Il decreto poi afferma:
(UR 3)
Walter Kasper ha sottolineato che, riguardo all'affermazione che la pienezza della Chiesa di Cristo risiede nella Chiesa cattolica, questa "non si riferisce alla santità soggettiva, ma ai mezzi di salvezza sacramentali e istituzionali, i sacramenti e i ministeri".

## Disputa post-conciliare

### Fraternità sacerdotale San Pio X
La Fraternità sacerdotale San Pio X ritiene la Lumen gentium come una delle dichiarazione problematiche del Vaticano II, ravvisando nell'uso del subsistit in al posto di est un'abdicazione della Chiesa cattolica che ha rinunciato a proclamarsi come l'unica Chiesa di Dio, identificazione che la Fraternità ritiene obbligatoria.

### Hervé Legrand
Il sacerdote cattolico Hervé Legrand afferma che la parte relativa al subsistit in nella notificazione del 1985 riguardante i libri di Leonard Boff, così come nella Dominus Iesus, sono errate. Egli asserisce:

### Sebastian Tromp
Sebastian Tromp, gesuita olandese, teologo neo-scolastico vicino a Papa Pio XII, è considerato il principale, anche se non riconosciuto, autore della Mystici corporis Christi. Come peritus del cardinale Alfredo Ottaviani durante il Concilio Vaticano II, Tromp fu anche, secondo le registrazioni su nastro e i diari esistenti, il padre del subsistit in, che per la sua comprensione del latino non significava nulla di nuovo ma indicava completezza. Tuttavia, Francis A. Sullivan ha sottolineato:

### Congregazione per la dottrina della fede
In una notificazione del 1985 relativa al volume "Chiesa: carisma e potere" di padre Leonardo Boff, OFM, la Congregazione per la dottrina della fede affermava:
Nella Dominus Iesus (2000), la Congregazione per la dottrina della fede rilevò:
In un responsa ufficiale del 2007, la Congregazione per la dottrina della fede descrisse l'uso del subsistit in nei seguenti termini:
Secondo alcuni autori vi sono delle incongruenze in questi responsa rispetto a teologi che ne danno un'interpretazione più liberale, quali: Christopher Butler, Yves Congar, George Tavard, Joseph A. Komonchak e Francis A. Sullivan.

### Joseph Ratzinger
In un'intervista del 2000 alla Frankfurter Allgemeine Zeitung, l'allora cardinale Ratzinger, prefetto della Congregazione per la dottrina della fede (poi eletto papa Benedetto XVI), rispose alle critiche alla Dominus Iesus:

### Avery Dulles
Il cardinale Dulles sostenne che il subsitit in era "un'espressione deliberatamente scelta per ammettere [l'esistenza del]la realtà ecclesiale di altre comunità cristiane", implicando che i cristiani non cattolici sono membri del Corpo di Cristo, e quindi della Chiesa.

## Codice di diritto canonico
In modo coerente con la Lumen gentium, anche il Codice di diritto canonico del 1983 afferma:
(Canone 204 comma 2)